# Denys Puech
Denys Pierre Puech, född den 2 december 1854 i Rodez, departementet Aveyron, död där den 9 december 1942, var en fransk skulptör.
Puech, som var elev till Falguière och Chapu vid École des beaux-arts, vann Rompriset 1884. Han utövade en mycket omfattande och högt skattad verksamhet. Bland hans arbeten märks André Chéniers sånggudinna (1889, Luxembourgmuseet), Sirenen (grupp i marmor, 1890, på samma plats, ett annat marmorexemplar i Glyptoteket i Köpenhamn), Seinen (marmor, 1894, likaledes i Luxembourgmuseet, ett gipsexemplar i Glyptoteket), monument över Sainte-Beuve i Luxembourgparken (1898), vidare monumentala reliefporträtt av Molière, Corneille, Racine och Hugo i Théâtre français arkader, statyer i Paris av Jules Simon (1903), Gavarni (1904) och Leconte de Lisle (i Luxembourgparken) samt av Jules-Clément Chaplain i Mortagne 1914, målarinnan Anina Gagarine Stourdza (i modern dräkt, utställd 1914), madame Jacquemart-André (i baldräkt, Jacquemart-André-museet i Paris), dessutom många byster, flera gravmonument och medaljer. Puech blev medlem av Institutet 1909. I Rodez öppnades 1910 det museum – innehållande huvudsakligen modern konst och konstindustri – han skänkte staden och som bär hans namn. Puech var 1922–1933 direktör för franska akademien i Rom.